# Fornace di Asciano
La fornace di Asciano è una fornace situata in via Luigi Magi (già via San Niccolò) n. 31 ad Asciano, in provincia di Siena.

## Descrizione
Sin dall'antichità Asciano si è caratterizzata come un centro di produzione di ceramica.
Svariate testimonianze, sia archivistiche che archeologiche, mostrano che i ceramisti di Asciano fossero già attivi almeno dalla metà del XIV secolo e che rifornissero regolarmente il monastero benedettino di Monte Oliveto, che riceveva da quelle botteghe non soltanto ceramiche da mensa, ma anche pentolame da cucina e ceramica grezza (orci e conche).
A questo periodo appartiene l'antica fornacetta che fu attiva tra il XIV e il XVII secolo.
Essa è costruita con tipologia verticale e composta da due ambienti: la camera di combustione e la camera di cottura. È costituita da un ambiente rettangolare realizzato in laterizio con il pavimento del cinerario di lastre di pietra e mattoni refrattari affondati nella terra battuta.